# Doraemon - Il film: Nobita e la nascita del Giappone
Doraemon - Il film: Nobita e la nascita del Giappone (映画ドラえもん 新・のび太の日本誕生?, Eiga Doraemon: Shin・Nobita no Nippon tanjō) è un film del 2016 diretto da Shinnosuke Yakuwa.
Si tratta del trentaseiesimo film d'animazione tratto dalla serie Doraemon di Fujiko Fujio, remake del film omonimo del 1989.

## Trama
In un tempo passato, un ragazzo caccia un pesce in un torrente. Quando però torna nel suo villaggio, scopre che è stato distrutto e grida dalla disperazione; subito dopo, viene risucchiato in un vortice spazio-temporale. La scena si sposta ai giorni nostri, dove Nobita, dopo essere stato rimbrottato malissimo per l'ennesima volta dalla madre a causa del suo pessimo rendimento scolastico, decide furioso di scappare di casa. A causa della proprietà privata, non riesce però a trovare un luogo adatto dove trasferirsi, ed è così costretto a ritornare da Doraemon. Scopre così che sia Shizuka, che Gian e Suneo si trovano - per un motivo o per un altro - nella sua stessa situazione. Sebbene Doraemon sia riluttante, decide di aiutarli, poiché la madre di Nobita gli aveva precedentemente affidato un piccolo criceto da accudire, animali che teme per la sua somiglianza con i topi. Nobita pensa che il posto migliore in cui andare rimanga il Giappone, ma in un'epoca in cui non sia abitato. Il gruppo, d'accordo con lui, decide così di andare indietro nel tempo di 70.000 anni.

## Colonna sonora

### Sigle
| Giappone | Giappone                 | Giappone           |
| -------- | ------------------------ | ------------------ |
| Tipo     | Titolo                   | Cantante           |
| Opening  | Yume wo Kanaete Doraemon | MAO                |
| Ending   | Sora e                   | Masayoshi Yamazaki |

## Distribuzione

### Date di uscita
Le date di uscita internazionali di Doraemon - Il film: Nobita e la nascita del Giappone sono state:
- 5 marzo 2016 in Giappone (kanji: ドラえもん のび太の日本誕生; romaji:  Doraemon: Nobita no Nippon tanjō)
- 26 maggio in Malaysia
- 27 maggio in Vietnam (Doraemon: Phiên bản mới • Nobita và nước Nhật thời nguyên thủy)
- 9 giugno a Singapore
- 1º luglio a Taiwan
- 22 luglio in Cina (新·大雄的日本誕生)
- 4 agosto a Hong Kong
- 21 dicembre in Corea del Sud (극장판 도라에몽: 신 진구의 버스 오브 재팬)
- 26 gennaio 2017 in Italia (Doraemon - Il film: Nobita e la nascita del Giappone)
- 16 febbraio in Thailandia (โดราเอมอน ตอน โนบิตะกำเนิดประเทศญี่ปุ่น)

### Giappone
Il film è stato annunciato ufficialmente il 10 luglio 2015, e il 15 luglio veniva aperto il sito ufficiale. Successivamente, il 21 ottobre, è stato reso noto il gruppo dei doppiatori.
Due giorni prima dell'uscita del film nei cinema, è stato distribuito il videogioco ufficiale omonimo per Nintendo 3DS.
Doraemon - Il film: Nobita e la nascita del Giappone è stato pubblicizzato in patria da numerose taglines, di cui riportiamo le traduzioni italiane dal giapponese.
(Tagline giapponese del film / 01)
(Tagline giapponese del film / 02)
(Tagline giapponese del film / 03)
(Tagline giapponese del film / 04)
Il film è stato infine distribuito in Giappone grazie a Toho il 5 marzo 2016, in 374 sale cinematografiche.

### Italia
In Italia, il trailer del film e la locandina ufficiale sono stati pubblicati il 21 dicembre 2016.
(Tagline italiana del film)
In Italia il film è stato distribuito da Lucky Red, che ha acquistato i diritti per la trasmissione dei film di Doraemon, il 26 gennaio 2017, con il titolo: Doraemon - Il film: Nobita e la nascita del Giappone. Sebbene questa data fosse stata inizialmente indicata come definitiva, fra il 21 dicembre 2016 e il 5 gennaio 2017 era stato previsto di anticipare la distribuzione al 19 gennaio. Il film è stato trasmesso in televisione su Boing in prima visione assoluta il 23 aprile 2019.

### Edizione italiana
L'edizione italiana è a cura di Romina Franzini per Lucky Red, doppiata presso la Merak Film di Milano su dialoghi di Alessandro Germano, mentre la direzione del doppiaggio è di Davide Garbolino.

## Accoglienza

### Accoglienza e incasso totale
Nei primi due giorni di pubblicazione il film è stato visto da oltre 544 816 persone, con un totale complessivo di 5,62 milioni di dollari (637.035.600 yen). Nel weekend fra il 12 e il 13 marzo, il film ha raddoppiato gli incassi, arrivando a 10,6 milioni di dollari. Si è inoltre posizionato al primo posto al box office giapponese. Il film è stato trasmesso nei cinema nipponici per ben undici settimane. Durante le prime tre settimane il film è rimasto in prima posizione, mentre alla sesta settimana di proiezione era ancora in terza posizione.
L'incasso totale del film, poco maggiore a 4 miliardi di yen, senza considerare Doraemon - Il film, è il maggiore dell'intera saga dei film di Doraemon. Supera infatti l'incasso totale di Doraemon: Nobita no himitsu dōgu museum, che aveva ottenuto nel 2012 poco meno di 4 miliardi di yen di incasso totale.

### Tabella degli incassi
La seguente tabella mostra gli incassi di Doraemon - Il film: Nobita e la nascita del Giappone, settimana per settimana.
| Settimana      | Posizione      | Weekend / Settimana di riferimento | Incasso della settimana        | Incasso totale                 |
| -------------- | -------------- | ---------------------------------- | ------------------------------ | ------------------------------ |
| 1              | 1              | 5 - 6 marzo                        | ¥637,035,600 ($5.60 milioni)   | ¥637,035,600 ($5.60 milioni)   |
| 2              | 1              | 12 - 13 marzo                      | ¥485,035,600 ($4.26 milioni)   | ¥1,254,423,800 ($11.0 milioni) |
| 3              | 1              | 19 - 20 marzo                      | ¥399,929,400 ($3.59 milioni)   | ¥1,828,542,300 ($16.0 milioni) |
| 4              | 3              | 26 - 27 marzo                      | ¥270,888,500 ($2.4 milioni)    | ¥2,552,345,400 ($22.6 milioni) |
| 5              | 2              | 2 - 3 aprile                       | ¥234,597,000 ($2.1 milioni)    | ¥3,382,985,800 ($30.1 milioni) |
| 6              | 3              | 9 -10 aprile                       | ¥115,511,200 ($1.1 milioni)    | ¥3,778,527,800 ($33.8 milioni) |
| 7              | 5              | 16 - 17 aprile                     | ¥77,127,700 ($709,000)         | ¥3,884,690,900 ($34.8 milioni) |
| 8              | 11             | 23 - 24 aprile                     | ¥35,000,000 ($305,000)         | ¥3,930,000,000 ($35.2 milioni) |
| 9              | 13             | 30 aprile - 1 maggio               | ¥44,000,000 ($404,000)         | ¥3,980,000,000 ($35.5 milioni) |
| 10             | 15             | 7 - 8 maggio                       | ¥55,000,000 ($505,000)         | ¥4,050,000,000 ($36.1 milioni) |
| 11             | 25             | 14 - 15 maggio                     | ¥14,000,000 ($102,000)         | ¥4,070,000,000 ($36.3 milioni) |
| INCASSO FINALE | INCASSO FINALE | INCASSO FINALE                     | ¥4.120,000,000 ($40.7 milioni) | ¥4.120,000,000 ($40.7 milioni) |